# Neon (Lonely People)
Neon (Lonely People) ist der Titel eines englischsprachigen Popsongs vom 2012 erschienenen Album Stardust der deutschen Sängerin Lena. Es erschien am 15. März 2013 als ihre insgesamt sechste Single in einem neu abgemischen Single-Mix.

## Hintergrund
Neon (Lonely People) wurde von Lena Meyer-Landrut in Zusammenarbeit mit den britischen Singer-Songwritern Mathew Benbrook und Pauline Taylor geschrieben, die zuvor bereits mit Paolo Nutini, Dido und Faithless gearbeitet hatten. Produzent des Lieds ist Swen Meyer.
Das Lied erschien als zweite Singleauskopplung aus Lenas drittem Album Stardust. Neon (Lonely People) wurde als neu abgemischte Single-Version veröffentlicht, für die der Kölner Produzent Jochen Naaf verantwortlich zeichnet. Naaf hat bereits mit anderen deutschen Künstlern wie Klee und Polarkreis 18, als auch internationalen Musikern wie Lady Gaga zusammengearbeitet. Die Radiopremiere der Single-Version erfolgte am 18. Februar. Bereits am 22. Februar erschien das Album Stardust in einer neuen Edition, die nicht mehr die bisherige Album-Version, sondern bereits den neuen Single-Mix enthielt, auf verschiedenen Downloadportalen.
In einem Interview mit der Plattenfirma Universal erklärte Lena zur Entstehung des Liedes:

„Ich glaube, jeder kennt dieses Gefühl, wenn man sich einsam fühlt, obwohl gerade total viele Menschen um einen herum sind. Nachts in einem Club zum Beispiel. Wenn einem die ganze Welt so voll und gleichzeitig so leer vorkommt. Aber dann läuft dir auf der Tanzfläche ein bestimmter Mensch über den Weg und mit einem Mal ist sie weg, die Einsamkeit. Darum geht’s in Neon. Alles ist gut, wenn die Musik angeht. Oder so ähnlich.“

Sinnbildlich hierfür fasst der Refrain des Liedes die Thematik zusammen: „As the sun goes down/Neon is all we have/And it’s calling all the lonely people/As the night goes on/We’re trying a different song/So we won’t be one of the lonely people.“ [Wenn die Sonne untergeht, ist das Neonlicht alles, was wir haben. Und es ruft die einsamen Menschen zu sich. Im Laufe der Nacht versuchen wir es mit einem anderen Lied, damit wir nicht mehr einsam sind.]

### Veröffentlichung
Neon (Lonely People) erschien erstmals auf Lenas drittem Studioalbum Stardust am 12. Oktober 2012 an vierter Stelle der Titelliste. Am 15. März 2013 wurde die neu abgemischte Version als Single mit einem Remix des Berliner Produzententeams Beatgees als B-Seite veröffentlicht. Auf der digitalen Remix-EP erschien über iTunes ein exklusiver Remix, der von Yoad Nevo stammt – einem britischen Produzenten, der auch schon Remixe für die Pet Shop Boys oder Moby anfertigte.

## Kritikerstimmen
Kevin Holtmann von Plattentests.de schrieb: Neon (Lonely People) habe „sehr großes Hitpotential, der Refrain bleibt im Ohr, lädt zum Mitschunkeln und Vor-sich-her-Pfeifen ein. Dass die Lyrics ein bisschen simpel sind, sei an dieser Stelle verziehen - diesbezüglich hatte man ohnehin nicht viel erwartet.“ Zudem nannte er das Lied gemeinsam mit dem Titellied als Highlight des Albums.

## Liveauftritte
Lena trug das Lied erstmals in einer akustischen Version am 30. Juli 2012 während einer Album-Vorstellung vor Pressevertretern in München vor. Die erste Präsentation im Fernsehen erfolgte im Sat.1-Frühstücksfernsehen am 12. Oktober 2012. Die erste Live-Vorstellung vor einem großen Publikum war am 14. Februar 2013 in Hannover während des deutschen Vorentscheids zum Eurovision Song Contest.

## Covergestaltung
Das Cover zu Neon (Lonely People) wurde von Sandra Ludewig fotografiert und von der Berliner Firma Eat, Sleep + Design gestaltet. Es zeigt ein lilagefärbtes Porträt der Sängerin. Ihre Haare sind am Hinterkopf festgemacht, und sie blickt zum linken Bildrand. Um die Augen trägt sie glitzerndes Make-Up.
In der rechten unteren Bildecke ist der Schriftzug „Lena“, darunter eine gezackte Linie und wieder darunter der Schriftzug „Neon (Lonely People)“ zu sehen. Die Schrift ist in weiß gehalten.

## Musikvideo
Das Musikvideo zu Neon (Lonely People) wurde Anfang Februar 2013 in den Berliner Rathenau-Hallen gedreht. Regisseur war erneut Bode Brodmüller, der bereits für das Musikvideo zur Vorgängersingle Stardust verantwortlich war. Die Videopremiere erfolgte am 1. März.

## Charts und Chartplatzierungen
Neon (Lonely People) stieg in der ersten Woche auf Platz 38 der deutschen Singlecharts ein. In der zweiten Wochen fiel das Lied auf Platz 50, anschließend auf Platz 69. Nach einer vierten Woche auf Platz 96 verließ das Lied die deutschen Top 100.
| ChartsChartplatzierungen | Höchstplatzierung | Wochen |
| ------------------------ | ----------------- | ------ |
| Deutschland (GfK)        | 38 (4 Wo.)        | 4      |

## Trivia
- Im März 2013 wurde das Lied für den Soundtrack des Films Heute bin ich blond von Marc Rothemund ausgewählt.[14]

## Mitwirkende
| Liedproduktion - Songwriting: Lena Meyer-Landrut, Mathew Benbrook, Pauline Taylor - Produktion: Swen Meyer, Jochen Naaf (Single Mix) - Gesang: Lena Meyer-Landrut - Drums: Reiner „Kallas“ Hubert - Bass: Felix Weigt - Gitarre, Glockenspiel: Marcus Schneider - Klavier, Orgel: Arne Straube - Cello: Hagen Kuhr - Percussion: Swen Meyer - Backgroundvocals: Ruben Seevers, Anna-Katharina Bauer, Mo Bahla - Abmischung: Black Pete - Mastering: Greg Calbi | Musikvideo - Bode Brodmüller: Regisseur - Michael Multhoff: Kameramann/DoP - Anna Honerlagen: Executive Producer - Patrick Goetz: 1. Kameraassistent - Juliane Polak: Maskenbildner - Kevin Krow: Produktionsassistent - Moritz Peter Förster: Produktionspraktikant Unternehmen - Bears Calling GmbH: Filmproduzent (Musikvideo) |

Quelle: